# Tapírfélék
A tapírfélék (Tapiridae) az emlősök (Mammalia) osztályába és a páratlanujjú patások (Perissodactyla) rendjébe tartozó család. Egy nem és négy ma élő faj tartozik a családba.

## Rendszerezés
A család az alábbi nemeket és fajokat foglalja magában:
- Tapirus (Brünnich, 1772) - 4 faj
  - közép-amerikai tapír (Tapirus bairdii)
  - ázsiai tapír, (Tapirus indicus)
  - hegyi tapír, (Tapirus pinchaque)
  - közönséges tapír, (Tapirus terrestris)

## Testfelépítésük
Disznónál valamivel nagyobb állatok, testüket rövid szőr fedi. Felső ajkuk és orruk egyesülve lefelé hajló ormányt alkot. Mellső lábukon 4, a hátsón 3 ujjuk van.
Az orrszarvúfélékhez ma az állatvilágban a tapírok állanak a legközelebb, de koponyájuk alkata mégis nagyon különböző. Az orrszarvúak meghosszabbított és megvastagodott orrcsontjukon tülköket viselnek, a tapírok orrcsontja ellenben magasabbra feltolódott, ami a rövid, mozgékony ormány kifejlődésével függ össze. Bár ez az ormány aránylag rövid és nem feltűnő, mégis nagyon jellemző a tapírokra. Fejük keskeny és megnyúlt, az arckoponya méretei jelentékenyen meghaladják a kétoldalt összenyomott agykoponyáéit; a széles, erős járomív előfelé erősen lehajló. A nagy szemüregek szélesen nyílnak a mély halánték-gödörbe, mert nincs köztük semmi választófal és e csont hiánya, valamint a nagyon széles orrlyukak igen jellemzőek a tapírok koponyájára. A felső állkapocsban 6 metszőfog, 2 szemfog, 8 elő- és 6 utózápfoguk, az alsóban 6 metsző-, 2 szem-, 6 elő- és 6 utózápfoguk van. Más fosszilis páratlanujjúakéhoz hasonló csontvázukat aránylag könnyed felépítés jellemzi. Patáik meglehetősen fejlettek, végtagjaikon kérges talpgumó hordja a testsúlyt. Ujjai száma négy, a második azonban nagyobb és erősebb a többinél, és ennélfogva ezt a családot is a páratlanujjúakhoz kell sorolnunk. Az elülső végtagok kicsiny külső ujja csak akkor érinti járáskor a földet, ha a talaj nagyon puha és ruganyos. Hátulsó végtagjukon egy fő- és két mellék-ujj található. Fő- és támasztóujj mind a négy végtagon egy-egy tökéletes szarupatába burkolt. Ez a pata mind külső alakjában, mind belső szerkezetében a lópatához hasonlít. Ugyancsak a lovakra emlékeztet a nagy, szőrtelen szarukéreg a tapír elülső végtagjainak könyökizűlete felett.

## Kialakulásuk
A tapír a földtörténet hosszú szakai során jóformán semmint nem változott; felépítése még ma is azokat az alakbeli sajátosságokat tünteti fel, amelyeket a lófélék régen kihalt fajai képviselnek. Sokan „eleven fosszíliának” nevezik a tapírt, és az állat középnagyságú, kevéssé tagolt testével, sokujjú végtagjaival és rövid ormányával valóban „vízözön előtti” időből származónak látszik. Laikusok nem is igen tudják, hogy a tapír igazán a legrégibb emlősök közül való, s a harmadidőszak közepe óta változatlanul maradt fenn. A maihoz hasonló alakjában a régmultban Európában, Kínában és Észak-Amerikában volt honos, s csupán a ma élő néhány faja szóródott szét Hátsó-Indiába és Szumátrába, úgymint Közép- és Dél-Amerikába. Feltételezhető, hogy a patás állatok ősei a harmadidőszak elején tapírszerűek lehettek. E felfogás helyessége mellett szól Weber számítása is. Szerinte a tapír agyvelejének súlya a testsúly 1/947-ed része, s ez egy miocénbeli patás agyvelejének felelhet meg.

## Életmódjuk
A tapír sokat és szívesen tartózkodik a vízben, kiválóan úszik, hosszú percekig képes a víz alatt maradni. Tápláléka vízinövényekből, falombból, hajtásokból és gyümölcsökből áll. A tapír nagyon értékes állatkerti állat, születése nemzetközi téren is eseménynek számít.